# Ozimek (gmina)
Ozimek – gmina miejsko-wiejska w województwie opolskim, w powiecie opolskim. W latach 1975–1998 gmina położona była w województwie opolskim.
Siedziba gminy to Ozimek.
Według danych z 30 czerwca 2004 gminę zamieszkiwało 21 148 osób. Natomiast według danych z 31 grudnia 2017 roku gminę zamieszkiwało 19 629 osób.
Według danych z 31 grudnia 2019 roku gminę zamieszkiwały 19 543 osoby.
Na terenie gminy, we wsi Krasiejów, w wyrobisku eksploatowanym przez cementownię Górażdże, odkryto skamieliny gadów i płazów (również dinozaurów) datowane na okres triasu (ok. 230 milionów lat temu).
Przepływająca przez gminę rzeka Mała Panew została spiętrzona w 1938 zaporą w Turawie i utworzono zbiornik wodny – Jezioro Turawskie.

## Struktura powierzchni
Według danych z roku 2002 gmina Ozimek ma obszar 126,5 km², w tym:
- użytki rolne: 31%
- użytki leśne: 58%

Gmina stanowi 7,97% powierzchni powiatu.

## Demografia

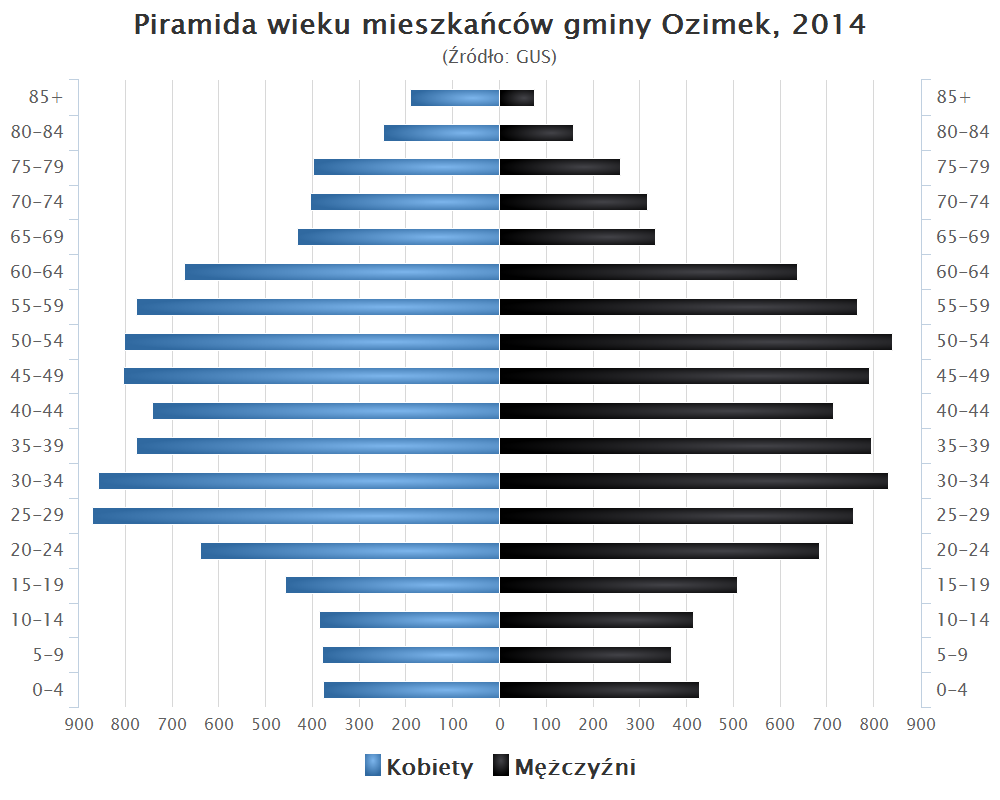
Piramida wieku mieszkańców gminy Ozimek w 2014 roku

Dane z 2013:
| Opis                              | Ogółem | Ogółem | Kobiety | Kobiety | Mężczyźni | Mężczyźni |
| --------------------------------- | ------ | ------ | ------- | ------- | --------- | --------- |
| Jednostka                         | osób   | %      | osób    | %       | osób      | %         |
| Populacja                         | 19988  | 100    | 10252   | 51,29   | 9736      | 48,71     |
| Gęstość zaludnienia [mieszk./km²] | 159    | 159    | 81,04   | 81,04   | 76,96     | 76,96     |

## Sołectwa
Antoniów, Biestrzynnik, Chobie, Dylaki, Grodziec, Krasiejów, Krzyżowa Dolina, Mnichus, Pustków, Schodnia, Szczedrzyk.

## Pozostałe miejscowości
Jedlice, Nowa Schodnia.

## Sąsiednie gminy
Chrząstowice, Dobrodzień, Izbicko, Kolonowskie, Strzelce Opolskie, Turawa, Zębowice